# Peter Williams (rugbista)
Peter Nicholas Williams (Wigan, 14 dicembre 1958) è un ex rugbista a 13 e a 15 britannico, internazionale per l'Inghilterra nel rugby a 15 (Paese che rappresentò alla Coppa del Mondo di rugby 1987) e per Galles e Gran Bretagna nel rugby a 13. Fu il primo ― e al 2013 unico ― rugbista ad avere giocato a livello internazionale sia per l'Inghilterra che per il Galles.

## Biografia
Nato a Wigan, all'epoca nel Lancashire e oggi nella Greater Manchester, da Roy Williams, ex rugbista a 13 e 15 gallese che esercitava in Inghilterra l'attività di avvocato, Peter Williams compì studi in storia ed educazione fisica, prendendo l'abilitazione all'insegnamento nel periodo di militanza all'Orrell, squadra di rugby a 15 dell'area di Wigan.
La sua carriera internazionale nel rugby a 15 è concentrata tra aprile e giugno 1987: esordì nell'ultimo incontro del Cinque Nazioni, nell'incontro valido per la Calcutta Cup contro la Scozia, poi disputò tre incontri nella successiva Coppa del Mondo in Australia e Nuova Zelanda, venendo eliminato dal Galles nei quarti di finale.
Nel 1988 passò alla compagine di rugby a 13 del Salford, club della Greater Manchester, con cui rimase fino al 1994; nel 1989 fu selezionato per la Gran Bretagna a XIII per una serie di incontri con la Francia; nel 1992 la neocostituita formazione a XIII del Galles, singolarmente anch'essa contro la Francia, convocò Williams in virtù delle sue ascendenze gallesi; Williams divenne quindi il primo giocatore ad avere rappresentato sia Inghilterra che Galles in almeno uno dei due codici della disciplina.
Dopo la fine della carriera agonistica ebbe un breve periodo come direttore sportivo dell'Orrell e ha intrapreso l'attività di fisioterapeuta, in cui si era diplomato ai tempi del passaggio al Salford.